# Star Micronics
Star Micronics Co., Ltd. é uma empresa multinacional de fabricação de componentes eletrônicos em miniatura com sede em Shizuoka, Japão.